# Минино (Нижнегорский район)
Ми́нино (до 1948 года Мин-Джаба́; укр. Миніно, крымскотат. Miñ Cabu, Минъ Джабу) — исчезнувшее село в Нижнегорском районе Республики Крым, располагавшееся на западе района, в степной части Крыма, примерно в 2 км к юго-востоку от современного села Коренное.

## История
Первое документальное упоминание села встречается в Камеральном Описании Крыма… 1784 года, судя по которому, в последний период Крымского ханства Муин входил в Карасубазарский кадылык Карасъбазарскаго каймаканства. Видимо, деревня была покинута жителями крымскими татарами в первую волну эмиграции, после присоединения Крыма к России (8) 19 апреля 1783 года, (8) 19 февраля 1784 года, именным указом Екатерины II сенату, когда на территории бывшего Крымского Ханства была образована Таврическая область и территориально поселение относилось сначала к Симферопольскому уезду Таврической области. После Павловских реформ, с 1796 по 1802 год, входила в Акмечетский уезд Новороссийской губернии. По новому административному делению, после создания 8 (20) октября 1802 года Таврической губернии, на территории Табулдынской волости Симферопольского уезда.
Военные топографы всё же отмечали опустевшее селение и на карте генерал-майора Мухина 1817 года деревня Мын обозначена пустующей. На карте 1836 года в деревне 11 дворов, а на карте 1842 года Мын обозначен условным знаком «малая деревня», то есть, менее 5 дворов.
Вновь в доступных источниках селение встречается в «…Памятной книжке Таврической губернии на 1900 год», согласно которой в Табулдинской волости значилась экономия Мин-джаба без жителей. По Статистическому справочнику Таврической губернии. Ч.II-я. Статистический очерк, выпуск шестой Симферопольский уезд, 1915 год, в деревне Мин-Джаба (вакуф) Табулдинской волости Симферопольского уезда числилось 12 дворов с татарским населением в количестве 122 человек приписных жителей, из которых 60 мужчин и 62 женщины. Жители владели 252 десятинами удобной земли. В хозяйствах имелось 40 лошадей, 10 волов, 16 коров и 100 голов мелкого скота. Согласно списку 1915 года «…отдельных русских подданных из австрийских, венгерских или германских выходцев, владеющих землёю…» при деревне Мин-Джаба значится владение крымского немца Рапп Фридриха Яковлевича площадью 241 десятиной земли.
После установления в Крыму Советской власти, по постановлению Крымревкома № 206 «Об изменении административных границ» от 8 января 1921 года была упразднена волостная система и село вошло в состав Ичкинского района Феодосийского уезда, а в 1922 году уезды получили название округов. 11 октября 1923 года, согласно постановлению ВЦИК, в административное деление Крымской АССР были внесены изменения, в результате которых округа были отменены, Ичкинский район упразднили, включив в состав Феодосийского в состав которого включили и село. Согласно Списку населённых пунктов Крымской АССР по Всесоюзной переписи 17 декабря 1926 года, в селе Мин-Джаба, Новосельевского сельсовета Феодосийского района, числилось 25 дворов, все крестьянские, население составляло 120 человек, из них 116 татар, 1 русский, 3 записаны в графе «прочие». Постановлением ВЦИК «О реорганизации сети районов Крымской АССР» от 30 октября 1930 года был создан Сейтлерский район (по другим сведениям 15 сентября 1931 года) и село передали в его состав. На карта РККА Крыма 1941 года селение подписано, как Союм-Шейк, но более такое название нигде не встречается.
В 1944 году, после освобождения Крыма от фашистов, согласно постановлению ГКО № 5859 от 11 мая 1944 года, 18 мая крымские татары были депортированы в Среднюю Азию. 12 августа 1944 года было принято постановление № ГОКО-6372с 12 августа 1944 года было принято постановление № ГОКО-6372с «О переселении колхозников в районы Крыма» и в сентябре 1944 года в район приехали первые новоселы (320 семей) из Тамбовской области, а в начале 1950-х годов последовала вторая волна переселенцев из различных областей Украины. С 25 июня 1946 года Мин-Джаба в составе Крымской области РСФСР. Указом Президиума Верховного Совета РСФСР от 18 мая 1948 года, Минджабу переименовали в Минино. 26 апреля 1954 года Крымская область была передана из состава РСФСР в состав УССР. Ликвидировано до 1960 года, поскольку в «Справочнике административно-территориального деления Крымской области на 15 июня 1960 года» селение уже не значилось (согласно справочнику «Крымская область. Административно-территориальное деление на 1 января 1968 года» — в период с 1954 по 1968 год, как село Новогригорьевского сельсовета).